# Drew Ferguson
Anderson Ferguson, detto Drew (Valley, 15 novembre 1966), è un politico statunitense, membro della Camera dei Rappresentanti per lo stato della Georgia dal 2017 al 2025.

## Biografia
Nato a Valley in Alabama nel 1966, Ferguson si laureò all'Università della Georgia. Svolse la funzione di aldermanno e poi di sindaco della città di West Point dal 2008 al 2016, quando si è dimesso per candidarsi alla Camera dei Rappresentanti per il terzo distretto della Georgia.
Nelle elezioni generali dell'8 novembre batte la democratica Angela Pendley venendo eletto deputato